# Pueraria stracheyi
Pueraria stracheyi är en ärtväxtart som beskrevs av John Gilbert Baker. Pueraria stracheyi ingår i släktet Pueraria och familjen ärtväxter. Inga underarter finns listade i Catalogue of Life.